# Безкоровайний Іван Іванович
Іван Іванович Безкоровайний (псевдо.: «Дунай», «Лобода», «Черниш», «Шлик»; нар. 1925, с. Мильне, Зборівський район, Тернопільська область — пом. 23 листопада 1949, с. Вербка, нині Кам'янець-Подільський район, Хмельницька область) — український військовик, вояк УПА, лицар Бронзового хреста заслуги.

## Життєпис
Народився у сім'ї селян. Освіта — середня. У лавах збройного підпілля ОУН із 1944 р. Член почту керівника Подільського крайового проводу ОУН та кур'єр зв'язку при цьому ж проводі. Загинув у бою з військами МДБ.

## Нагороди
- Згідно з Наказом військового штабу воєнної округи 3 «Лисоня» ч. 1/50 від 5.09.1950 р. охоронець та кур'єр Подільського крайового проводу ОУН Іван Безкоровайний — «Черниш» нагороджений Бронзовим хрестом заслуги УПА
- Відзначений Похвалою у Наказі ВШВО 3 «Лисоня» (30.06.1948).

## Вшанування пам'яті
- 13.04.2019 р. від імені Координаційної ради з вшанування пам'яті нагороджених Лицарів ОУН і УПА у м. Шумськ Тернопільської обл. Бронзовий хрест заслуги УПА (№ 067) переданий Ганні Калуцькій, племінниці Івана Безкоровайного — «Черниша».